# Recklessness (England und Wales)
Recklessness (~ ‚Sorglosigkeit‘, ‚Rücksichtslosigkeit‘) bildet im Strafrecht von England und Wales neben intention (~ ‚Vorsatz‘) und negligence (~ ‚Fahrlässigkeit‘) eine der drei klassischen Formen der mens rea. Die englische Rechtsprechung oszilliert dabei zwischen zwei verschiedenen Auffassungen dessen, was recklessness auszeichnet. Einer älteren in R v Cunninham (1957) entwickelten Auffassung zufolge meint recklessness, zu handeln, obwohl man sich der Folgen seines Verhaltens bewusst ist. 1982 entwickelte das House of Lords jedoch eine strengere Variante, den subjektiven Caldwell-Test: Nach R v Caldwell (1982) liegt recklessness bereits vor, wenn der defendant handelt und sich überhaupt keine Gedanken über ein offenkundiges Risiko macht. Offenkundigkeit bemisst sich nach Auffassung des House of Lords nach dem objektiven Maßstab eines verständigen und umsichtigen Durchschnittsbürgers. Der Anwendungsbereich des scharfen Caldwell-Tests ist gegenwärtig umstritten.